# American water spaniel

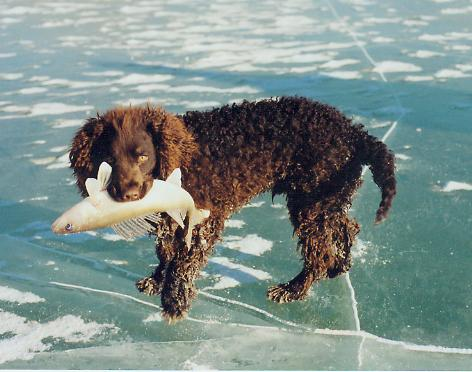
American water spaniel.

American water spaniel (amerikansk vattenspaniel) är en hundras från USA. Den är en vattenapporterande spaniel som hänförs till vattenhundarna.

## Historia
Rasen räknas som Wisconsins nationalhund och utvecklades runt de stora sjöarna från 1860-talet. Jägarna ville ha en mindre jakthund som kunde apportera från kanoter och ekor. Härstamningen är osäker, men man tror att grunden är äldre brittiska vattenspanielar (English Water Spaniel, liknande irländsk vattenspaniel eller curly coated retriever) som korsades med mindre landspanielar, som då kallades field spaniel (d.v.s. föregångaren till dagens field spaniel och andra brittiska spanielraser), som immigranterna fört med sig. Rasen började konsolideras i typ från 1880-talet av dr E. J. Pfeifer som skrev en rasstandard. Men först 1937 bildades en rasklubb och 1940 erkändes american water spaniel av American Kennel Club (AKC). Det fanns dessförinnan inget intresse från rasens företrädare att delta i hundutställningar, det var de jaktliga bruksegenskaperna som räknades.

## Egenskaper
Rasen används framförallt som vattenapportör vid fågeljakt i sumpmarker. Den är lättlärd och uthållig och robust.

## Utseende
American water spaniel är mindre än irländsk vattenspaniel med typisk spanielkaraktär. Kroppen är lite längre än hög, den bildar en rektangel sedd från sidan. American water spaniel har hängande öron och mindre markerad stop. Ögonen är ljust brungula. Pälsen är lockig eller vågig med tät underull. Pälsen är vattenavstötande och känns lite oljig vid beröring.  Färgen är mörkt brun i olika nyanser, kastanjebrun, chokladbrun och rödbrun. En aning vitt på bröstet och tassarna kan tolereras. Till skillnad från Irländsk vattenspaniel har svansen full behåring. Mankhöjd cirka 38–46 cm och den väger omkring 11–20 kg.
Detta gör rasen till den minsta av de olika vattenspaniel raserna.